# Juan García Criado y Menéndez
Juan García Criado y Menéndez (f. 1918) fue un abogado, historiógrafo, arqueólogo y periodista español.

## Biografía
Se colegió como abogado en Toledo y fue también historiógrafo y arqueólogo, además de colaborador, según Ossorio y Bernard, de las publicaciones El Toledano, Toledano, La Hormiga de Oro de Barcelona y La Controversia de Madrid. Escribió, asimismo, obras como Cuatro palabras sobre el libro del Sr. Olavarria: Tradiciones de Toledo (1880), sobre la obra de Eugenio Olavarría y Huarte, y A orillas del Tajo (1896). Fue miembro correspondiente de la Real Academia de la Historia. De inclinación tradicionalista, falleció el 3 de febrero de 1918 en Toledo y fue enterrado en el cementerio de Nuestra Señora del Sagrario.